# 챔피언의 아침
《챔피언의 아침》(영어: Breakfast of Champions)은 미국에서 제작된 앨런 루돌프 감독의 1999년 풍자 블랙 코미디 영화이다. 커트 보니것이 1973년에 출간한 동명 소설이 원작이다. 브루스 윌리스 등이 출연하였고, 데이비드 블로커 등이 제작에 참여하였다. 제49회 베를린 국제 영화제에 출품되었다.

## 출연진
- 브루스 윌리스
- 앨버트 피니
- 닉 놀티
- 바버라 허시
- 글렌 헤들리
- 루커스 하스
- 오마 엡스
- 비키 루이스
- 벅 헨리
- 윌 패튼
- 칩 자이엔
- 오언 윌슨
- 앨리슨 이스트우드
- 쇼니 스미스
- 마이클 자이 화이트
- 마이클 클라크 덩컨
- 커트 보니것 주니어

## 기타 제작진
- 배역: 팸 딕슨
- 미술: 니나 러시오
- 의상: 루디 딜런